# Megalonyx
Megalonyx és un representant conegut dels peresosos terrestres, un grup de mamífers extints que visqueren durant el Pliocè i Plistocè.

## Descripció
Megalonyx era menys enorme que parents seus com l'eremoteri o el megateri, però continuava sent un animal gros. Mesurava 2,5–3 metres de llarg i 1,70 metres d'alçada i pesava una tona. La seva mida més petita el feia més vulnerable a depredadors com els fèlids de dents de sabre, dels quals es defensava amb les seves urpes potents. El cap d'aquesta espècie era curt i ample, amb un musell rom. Se n'han trobat fòssils des d'Alaska fins a Colòmbia i aquest peresós probablement vivia a les regions de bosc dens. Una espècie del gènere (M. jeffersoni) fou anomenada en honor de Thomas Jefferson, president dels Estats Units al segle xix.

## Taxonomia
- Megalonyx matthisi Hirschfeld i Webb 1963
- Megalonyx wheatleyi Cope 1871
- Megalonyx leptostomus Cope 1893
- Megalonyx jeffersonii Wistar 1822